# Hornos de Moncalvillo
Hornos de Moncalvillo ist ein Dorf und eine Gemeinde (municipio) mit 98 Einwohnern (Stand: 2024) im Nordosten der spanischen Autonomen Region La Rioja. Sie gehört zum Weinbaugebiet der Rioja Baja. 

## Lage und Klima
Hornos de Moncalvillo liegt etwa 16 km (Fahrtstrecke) westsüdwestlich der Provinzhauptstadt Logroño in einer Höhe von ca. 675 m. Das Klima ist gemäßigt bis warm; Regen (ca. 633 mm/Jahr) fällt überwiegend im Winterhalbjahr.

## Bevölkerungsentwicklung
| Jahr      | 1970 | 1981 | 1991 | 2001 | 2011 | 2021 |
| Einwohner | 124  | 83   | 106  | 92   | 96   | 96   |

## Wirtschaft
In früheren Jahrhunderten lebten viele Einwohner des Ortes weitgehend als Selbstversorger direkt oder indirekt (als Handwerker und Gewerbetreibende) von der in der Umgebung betriebenen Landwirtschaft. 

## Sehenswürdigkeiten
- Kirche Mariä Himmelfahrt
- Christuskapelle